# Florent Perrier
Pour les articles homonymes, voir Perrier.
Florent Perrier, né le 26 juin 1973, est un skieur français.

## Biographie
Florent Perrier est un sportif français né en 1973 en Savoie. Il est membre du Club Multi Sports d'Arêches-Beaufort. En 2004, il rejoint la sélection nationale française.En 2008, il devient président de la commission des athlètes de compétition de ski au Comité de gestion de l'Union internationale des associations d'alpinisme (UIAA). En 2011 il pulvérise le record du monde de dénivelé positif en 24h, en le plaçant à 18 260 mètres.

## Palmarès

### Championnats du monde
- 2010 à Ordino Arcalis,  Andorre
  -  Médaille d'or par équipes
  -  Médaille d'argent du combiné
  -  Médaille de bronze en Vertical Race
  -  Médaille de bronze en relais

- 2008 à Portes du Soleil,  Suisse
  -  Médaille d'or par équipes
  -  Médaille d'or en Vertical Race
  -  Médaille d'or en individuel
  -  Médaille d'or du combiné
  -  Médaille d'argent en longue distance

- 2006 en Province de Coni,  Italie
  -  Médaille d'argent en relais
  -  Médaille d'argent par équipes
  -  Médaille de bronze en Vertical Race

- 2004 au Val d'Aran,  Espagne
  -  Médaille d'or en relais
  -  Médaille d'or par équipes
  -  Médaille d'or du combiné
  -  Médaille d'argent en individuel
  -  Médaille d'argent en Vertical Race

### Championnats d'Europe
- 2007 à Avoriaz-Morzine,  France
  -  Champion d’Europe en individuel
  -  Champion d’Europe en Vertical Race
  -  Champion d’Europe par équipes

médaille d'or du combiné
- 2005 à Ordino Arcalis,  Andorre
  -  Médaille d'argent en individuel
  -  Médaille d'argent en Vertical Race
  -  Champion d’Europe par équipes

médaille d'or du combiné

### Championnats de France
- 4x Champion de France par équipes
- 3x Champion de France en individuel
- 2x Champion de France en Vertical Race

### Autres compétitions
- Pierra Menta

2004: 3e place avec Grégory Gachet
2005: 2e place avec Grégory Gachet
2007: 1re place avec Grégory Gachet
2009: 3e place avec Yannick Buffet
2010: 2e place avec William Bon Mardion
2011: 7e place avec Alexandre Pellicier
2013: 5e place avec Xavier Gachet
- Trophée Mezzalama

2007: 2e place
- Patrouille des Glaciers

2008: 2e place
- Trophée des Gastlosen
- 2005: victoire avec Grégory Gachet (ils détiennent le record actuel du grand parcours)

- Dynafit Ski Touring Courchevel

2013: 1re place en  24 min 22 s
• Record du monde
il pulvérise l'ancien record pour porter le compteur à 18 260 mètres (en 24heures). Une dénivelée positive établie les 25 et 26 mars sur la piste du championnat de France de Vertical race à Arêches parcourue en boucle.